# Christian Riener
Christian Riener (* 12. Jänner 1967 in Horn) ist ein Brigadier des österreichischen Bundesheeres.

## Militärische Laufbahn

### Ausbildung und erste Verwendungen
Christian Riener trat 1986 in das Bundesheer ein und absolvierte seinen Grundwehrdienst und wurde anschließend als Unteroffizier im Panzergrenadierbataillon 9 in Horn und Weitra eingesetzt. Nach mehrjähriger Tätigkeit als Unteroffizier absolvierte er 1993 die Theresianische Militärakademie in Wiener Neustadt und wurde Offizier.

### Dienst als Stabsoffizier
Von 2000 bis 2003 absolvierte er den 16. Generalstabslehrgang an der Landesverteidigungsakademie in Wien, um danach Hauptlehroffizier Taktik zu werden.
Von 2004 bis 2007 war er Chef des Stabes und stellvertretender Kommandant der 4. Panzergrenadierbrigade und anschließend Referatsleiter Taktik, Lehrer an Generalstabslehrgängen und Kommandant zweier Führungslehrgänge.
Riener besuchte nationale und internationale Lehrgänge, wie etwa den „Generals Flag Officers and Ambassadors‘ Course“ am NATO Defense College in Rom.

### Dienst im Generalsrang
2014 wurde er Kommandant der 4. Panzergrenadierbrigade und blieb in dieser Funktion bis 2017, ehe er 2018 Chef der Einsatzführung im Verteidigungsministerium wurde.

### Auslandseinsätze
- 2006 bis 2007 als Chef G2 der MNTF bei der EUFOR Operation Althea[3]
- 2010 bis 2011 als J5 Offizier im Hauptquartier der KFOR und Kontingentskommandant AUTCON/KFOR (Austrian Contingent/Kosovo Force)[4][3]
- 2016 bis 2017 als stellvertretender Kommandant KFOR im Kosovo[4][3]
- 2021 bis 2022 bei der EUTM Mali in Bamako (Mali), Mission Force Commander (MFCdr) der European Training Mission[5][6]

## Privates
Christian Riener ist verheiratet und hat zwei Kinder und lebt in Hötzelsdorf.

## Auszeichnungen und Ehrenzeichen (Auszug)
- NATO-Einsatzmedaille KFOR